# Пырам
Пырам — река в России, протекает по Чердынскому району Пермского края. Устье реки находится в 131 км от устья реки Берёзовая по левому берегу. Длина реки составляет 17 км.
Исток реки на западных предгорьях Северного Урала в 15 км к северо-западу от посёлка Вая. Река течёт на север и северо-запад, всё течение проходит по ненаселённой, всхолмлённой местности. Впадает в Берёзовую в 20 км к юго-востоку от посёлка Вижай.

## Данные водного реестра
По данным государственного водного реестра России относится к Камскому бассейновому округу, водохозяйственный участок реки — Кама от водомерного поста у села Бондюг до города Березники, речной подбассейн реки — бассейны притоков Камы до впадения Белой. Речной бассейн реки — Кама.
Код объекта в государственном водном реестре — 10010100212111100005959.